# Fujiwara no Narichika
Fujiwara no Narichika est un nom japonais traditionnel ; le nom de famille (ou le nom d'école), Fujiwara, précède donc le prénom (ou le nom d'artiste).
Fujiwara no Narichika (藤原 成親) (1138–1178) est un kuge japonais (noble de cour) qui participe au complot contre la domination du clan Taira à la cour impériale.
Narichika est le fils de Fujiwara no Ienari. En raison de son rôle dans l'incident de Shishigatani en 1177, il est exilé tout comme son fils Fujiwara no Naritsune, Taira no Yasuyori et le moine Shunkan dans l'île de Kikai-ga-shima à l'extrême sud du Japon. Narichika est plus tard exécuté sur ordre des Taira.

## Référence
- Frederic, Louis (2002). Fujiwara no Narichika. Japan Encyclopedia. Cambridge, Massachusetts: Harvard University Press.

## Source de la traduction
- (en) Cet article est partiellement ou en totalité issu de l’article de Wikipédia en anglais intitulé « Fujiwara no Narichika » (voir la liste des auteurs).